# The Adventures of Jimmy Neutron Boy Genius: Jet Fusion
The Adventures of Jimmy Neutron Boy Genius: Jet Fusion är ett datorspel som släpptes 2003 baserat på den animerade TV-serien The Adventures of Jimmy Neutron: Boy Genius och telefonsamtal med samma namn. I spelet styr spelaren Jimmy Neutron som måste rädda filmstjärnan/spion Jet Fusion genom att använda en rad olika prylar och uppfinningar.